# Christophe Prochasson
Pour les articles homonymes, voir Prochasson.
Christophe Prochasson, né le 18 décembre 1959 à Paris, est un enseignant-chercheur et historien français.
Directeur d'études à l'École des hautes études en sciences sociales, il est recteur de l'académie de Caen de 2013 à 2015, puis conseiller du président de la République François  Hollande « pour l'éducation, l'enseignement supérieur et la recherche » de 2015 à 2017.
De novembre 2017 à novembre 2022, il est président de l'École des hautes études en sciences sociales.

## Biographie

### Formation
En 1983, Christophe Prochasson, ancien élève de l'École normale supérieure de Saint-Cloud (promotion 1980), est reçu premier à l'agrégation d'histoire.
En 1989, il soutient une thèse de doctorat intitulée « Place et rôle des intellectuels dans le mouvement socialiste francais (1900-1920) », sous la direction de Madeleine Rebérioux. Le jury, présidé par Philippe Levillain, est composé de Christophe Charle, Jean-François Sirinelli et Jacques Julliard.
En 1998, il est habilité à diriger des recherches en histoire.

### Carrière
Directeur d'études à l'École des hautes études en sciences sociales, où il est entré comme maître de conférences en 1991, il est spécialiste de l'histoire politique et de l'histoire culturelle de la France aux XIXe et XXe siècles. Il a consacré de nombreux travaux à l'histoire de la gauche, aux intellectuels, ainsi qu'à l'histoire de la Première Guerre mondiale en participant notamment au Conseil scientifique de l'Historial de la Grande Guerre de Péronne.
Après avoir longtemps collaboré aux éditions La Découverte pour les collections « Repères » et « L'Espace de l'histoire », il est directeur des éditions de l’École des hautes études en sciences sociales de 2007 à 2013. Il est membre de la rédaction des revues Mil neuf cent et Le Mouvement social. Il a remplacé Jacques Julliard à la direction de Mil neuf cent en janvier 2017.
Il a codirigé plusieurs ouvrages parmi lesquels le Dictionnaire critique de la République (2002, avec Vincent Duclert) et Vrai et Faux dans la Grande Guerre (2004, avec Anne Rasmussen). Il a régulièrement enseigné dans plusieurs universités étrangères : New York University, Columbia University, Bryn Mawr College, université de Bucarest, etc. Il a collaboré pendant plusieurs années à l'émission produite par Dominique Rousset sur la chaîne de radio France Culture, Le rendez-vous des politiques et à celle de Caroline Broué, sur la même chaîne, La grande table.
Le 24 juillet 2013, Christophe Prochasson est nommé recteur de l'académie de Caen. Après avoir été désigné recteur coordonnateur des académies de Caen et de Rouen en avril 2015, il est nommé conseiller du président de la République François Hollande pour l'éducation, l'enseignement supérieur et la recherche en septembre 2015. Le 25 novembre 2017, il est élu président de l'EHESS.
En 2019, il lance le festival de sciences sociales intitulé "Allez savoir" en organisant un partenariat entre l’EHESS et la Ville de Marseille. Il s'agit d'un festival tout public et gratuit, dont chaque édition est consacrée à un thème, qui propose des tables rondes, des projections-débats, des lectures, des rencontres au musée, des balades urbaines, des ateliers, des jeux et un programme d’actions scolaires qui s’adresse aux classes de collège et lycée,.
En 2024, il participe avec d'autres historiens comme intervenant au podcast de Philippe Collin sur France Inter consacré à l'Affaire Dreyfus, en tant que spécialiste de Jean Jaurès et du socialisme,.

### Engagements publics
Il milite au Parti socialiste de 1976 à 1993.
En 2007, il compte parmi les plus de 150 intellectuels signataires d'un texte publié dans Le Nouvel Observateur qui appellent à voter pour Ségolène Royal « contre une droite d’arrogance » et pour « une gauche d’espérance ».
Il fait partie d'une dizaine d'intellectuels que Boris Vallaud, dirigeant du Parti socialiste, réunissait régulièrement en 2018,.
En 2020, il participe à la création de la revue Germinal, dont il est membre du comité de rédaction. Cette revue, publiée aux éditions Le Bord de l'Eau, se présente comme "à la rencontre de trois ambitions : républicaine, socialiste et écologique", visant à réflechir au "fondement théorique et aux formes concrètes d’une économie politique écologique et sociale" et réunissant une équipe de "quarante jeunes chercheurs, de hauts-fonctionnaires et d’intellectuels issus de grandes institutions de recherche européennes et internationales",.

## Publications
- Les années électriques : 1880-1910, Paris, La Découverte, coll. « L'Aventure intellectuelle de la France au XXe siècle », 1991.
- Les intellectuels, le socialisme et la guerre : 1900-1938, Paris, Seuil, coll. « L'Univers historique », 1993.
- Au nom de la patrie : les intellectuels et la Première Guerre mondiale : 1910-1919 (avec Anne Rasmussen), Paris, La Découverte, coll. « L'Aventure intellectuelle de la France au XXe siècle », 1996.
- Les intellectuels et le socialisme (XIXe-XXe siècles), Paris, Plon, 1997.
- Paris 1900 : essai d'histoire culturelle, Calmann-Levy, Paris, 1999.
- Introduction à l'histoire de la France au XXe siècle, Paris, La Découverte, coll. « Repères », 2000.
- Dictionnaire critique de la République (dir., avec Vincent Duclert), Flammarion, 2002.
- Vrai et faux dans la Grande Guerre (dir., avec Anne Rasmussen), La Découverte, 2004.
- Saint-Simon ou L'anti-Marx, Paris, Perrin, 2005.
- L'Empire des émotions : les historiens dans la mêlée, Paris, Démopolis, 2008.
- 14-18 : Retours d’expériences, Paris, Tallandier, coll. « Texto », 2008.
- Le socialisme, une culture, Paris, Fondation Jean-Jaurès, coll. « Les essais », 2009.
- La gauche est-elle morale ?, Paris, Flammarion, 2010.
- Les chemins de la mélancolie. François Furet, Paris, Stock, 2013.
- Une contre-histoire de la IIIe République, (dir., avec Marion Fontaine et Frédéric Monier), Paris, La Découverte, 2013.
- Les grandes dates de la République, de 1792 à nos jours, Dalloz, coll. « À savoir », 2017.
- Voyage d'un historien à l'intérieur de l'État, Paris, Fayard, 2019.

## Distinctions
- 2023 :  Officier de la Légion d'honneur[19], nommé chevalier en 2013[20]
- Commandeur des Palmes académiques
- Chevalier de l'ordre des Arts et des Lettres